# Dějiny Krakova
Krakov je jedno z nejstarších a největších měst v Polsku. Počet obyvatel města je podle GUS 779 115 (2020), avšak reálné zde žije něco málo přes milion obyvatel. Krakov leží na řece Visla (polsky Wisła) v Malopolsku. Město bylo založeno v sedmém století. Krakov bylo hlavním městem oblasti od roku 1098 do 1596, jako hlavní město Velkovévodství Krakovského od roku 1846 do roku 1918 a hlavní město Krakovského vojvodství od 14. století do roku 1999. Dnes je Krakov hlavní město Malopolského vojvodství.

## Raná historie
Nejstarší známá osada na místě současného Krakova byla založena na Wawelských kopcích a datuje se od 4. století. Podle legendy založil město bájný vládce, kníže Krak, který osadu postavil nad jeskyní, ve které sídlil vyhladovělý drak, Smok Wawelski. Mnoho rytířů se podle legendy neúspěšně snažilo vypudit draka násilím, ale místo boje na život a na smrt jej Krak krmil otrávenými ovcemi. Draka takto otrávil až pošel. Město bylo volné a mohlo vzkvétat. Dračí kosti, které jsou pravděpodobněji z mamuta, jsou vystaveny u vchodu do Vavelské katedrály.
Před tím než byl Polský stát vytvořen, Krakov bylo hlavní město kmene Vislanů, jenž si podmanili na krátkou dobu Velkou Moravu. Poté byla Velká Morava zničena Maďary. Krakov se později stal součástí Českého království. První výskyt jména města v historických záznamech sahá až do roku 966, kdy sefardský cestovatel, Ibráhím ibn Jákúb, popsal Krakov jako pozoruhodné obchodní centrum pod vládou tehdejšího českého vévody, a zmínil i křest knížete Měška I., prvního historického vládce Polska. Měšek I. na konci své vlády zabral Čechům Krakov a začlenil jej do panství Piastovců.
Na konci desátého století bylo město významným obchodním střediskem. Byly zde budovány cihlové budovy, včetně královského Vavelského hradu se svatým Felixem a Adauktskou rotundou, románskými kostely, katedrálami a bazilikami. V roce 1098 se Krakov se stal sídlem polské vlády. V roce 1709 byl na kopci nedaleko Skalky na příkaz polského krále Boleslava II Smělého zavražděn krakovský biskup, svatý Stanislav I. ze Szczepanowa. V roce 1138 byl v souladu odkazem Boleslava III. Křivoústého se Krakov stal provincií, určenou k střídající se vládě královské rodiny. Nicméně, seniorátský systém se brzy zhroutil a vlivem století trvajících bojů mezi potomky Boleslava. Rozdělení Polska trvalo až do roku 1320.
V roce 1241 bylo město málem naprosto zničeno během Mongolských invazí do Polska.